# صبي الساحر (دوكا)
"صبي الساحر" (بالفرنسية: L'Apprenti sorcier) قصيد سمفوني من تأليف بول دوكا. هذا العمل مستوحى من أغنية ليوهان غوته. استُخدم هذا العمل في فيلم "فانتازيا" لوالت ديزني 1940. يقدم ميكي ماوس في الفيلم وهو يسحر مكنسة لتحمل ماء له فقط ليجد أنه مع بداية فيضان المنزل بالماء لا يستطيع إيقافها.

## وصلات خارجية
- صبي الساحر على موقع الموسوعة البريطانية (الإنجليزية)